# Santa Rosa Xochiac
Santa Rosa Xochiac es un pueblo de la Alcaldía de Álvaro Obregón, en el Distrito Federal. Lleva la parte hispana en honor a Santa Rosa de Lima y el nombre en náhuatl «Xochiac» parece hacer referencia a un lugar lleno de flores. ("Lugar donde hay agua florida"; xochiatl: agua florida (xochitl: flor, atl: agua), -co: sufijo locativo.)
El pueblo se encuentra al poniente de la Ciudad de México sobre la Calzada al Desierto de los Leones. Colinda con los Pueblos de San Bartolo Ameyalco y de San Mateo Tlaltenango. Este último pertenece a la delegación Cuajimalpa de Morelos.
Debido a la cercanía con la ciudad (el periférico se encuentra a 30 minutos y el Centro Comercial Santa Fe a menos de 10), podría pensarse que se ha asimilado a ella, pero no es así. Santa Rosa aún se mantiene diferente, tal vez debido a su historia. Su fundación data de 1704 misma que nos habla de un origen indígena, hecha por vecinos de San Bartolo Ameyalco.
A pesar de formar parte del área metropolitana, continuaba siendo considerado un pueblo, tanto por la gente como por las instituciones gubernamentales, siendo catalogado como un “pueblo rural” y no como una colonia por la Alcaldía Álvaro Obregón (según el programa delegacional 1995) .  En la actualidad, denota ya una integración más apegada al plan urbanístico general de la Ciudad de México, aunque sigue manteniendo la imagen de pueblo descrita anteriormente.

## Los orígenes
Los ancianos hacen relatos sin tiempo exacto en los que hablan de la fundación de Santa Rosa. Cuentan que hace muchos años, antes de la llegada de los españoles, salió gente de Azcapotzalco buscando un lugar para vivir y que atraída por la abundancia de recursos decidió establecerse en lo que ahora es San Bartolo Ameyalco-Cuautla Ameyalli, al parecer fue el nombre que le dieron. Hablan también de que había una laguna en la que abundaban los peces y la caza en los bosques. Sus terrenos abarcaban desde Axomiatla hasta el cerro de San Miguel, lo que ahora son las colonias La Era, El Limbo y Torres de Potrero, hasta el actual ejido de Santa Rosa e incluso más. Dicen que unos años después esa misma gente que había salido de Azcapotzalco se encaminó en dirección a los montes y a sus pies fundó con el nombre de Cuauhtenco lo que ahora es Santa Rosa Xochiac. El propósito era proteger los linderos y evitar así que los despojaran de las tierras. Este pueblo situado al pie de los montes, se llamó también Santa María antes de ser bautizado en honor de la Santa Limeña.
Dicen que antes el pueblo estaba lleno de rosales blancos, corrientes, por dondequiera nacían esas flores. De Tetelpan venían con canastones a juntar los botones y los llevaban a vender a donde hacen las coronas. Los adultos contaban que en una ocasión llegaron algunos paseantes con unas mujeres jóvenes, parecían americanas, y les gustó mucho este lugar. Preguntaron cómo se llamaba y los nativos respondieron que Santa María Cuauhtenco. Los paseantes dijeron que este era un lugar muy bello y como  había muchas flores se debería de llamar Santa Rosa Xochiac. Ellos mismos regalaron la imagen de Santa Rosa de Lima que se venera actualmente y los primeros años pagaron la fiesta en su honor. Con los años, los paseantes dejaron asistir pero el nombre se conservó y la fiesta se realizando con las cooperaciones del pueblo y a través de mayordomías. 
La gente de Santa Rosa Xochiac tradicionalmente se ha dedicado a la agricultura y a la explotación forestal, y a partir de la década de 1960 las opciones como empleado de gobierno, jardinería y servicio doméstico aparecieron. También vendían en la ciudad leña y hortalizas que ellos mismos sembraban. Fue a partir de la década de 1970 con la construcción de la carretera y calles que respondieron al transitar cotidiano y no a un trazo sobre el papel que se estrechó este vínculo con la ciudad y se empezaron a construir viviendas en lo que anteriormente habían sido terrenos de siembra, provocando la inminente conurbación con la Ciudad de México. 
Como atractivo turístico de la zona se encuentra el parque nacional Desierto de los Leones.
Tiene fiestas religiosas muy importantes:

### Navidad
La peculiaridad de este festejo se muestra desde que un grupo de personas se adentran en el bosque para cortar 4 árboles de más de 10 metros de altura (con autorización de la delegación), son llevados por ellos mismos y se encargan de cargarlos en un arduo trayecto hasta llevarlos a la parroquia y colocarlos al interior de la misma, donde son acomodados de tal manera que su punta casi siempre toca el techo del templo y un pequeño comité por cada árbol se encarga de colocarles múltiples adornos navideños. Al ser un pueblo de gran tradición en la jardinería se muestran elementos vistosos en las bases de cada árbol que van desde pequeños arbustos hasta fuentes. Al mismo tiempo se coloca un nacimiento.
Esta es una costumbre que se celebra en casi todo el mundo y es la favorita de muchos.

### Fiesta patronal de la Virgen de Guadalupe
Dirigidos por un grupo de mayordomos, que con meses de antelación reúnen los recursos económicos y humanos, los festejos duran tres días comenzando el 31 de diciembre con la elaboración por la mañana de un extenso y colorido tapete artesanal de aserrín de 1.2 kilómetros de largo. Por la noche, da inicio el recorrido de la imagen de la Virgen de Guadalupe escoltada por las muchachas del pueblo vestidas de blanco, y a su vez algunas de ellas cargan la imagen desde la parroquia de Santa Rosa de Lima para finalizar en su capilla. Continúa con un festival artístico al día siguiente dedicado a ella, el cual concluyen con un baile popular el 2 de enero organizado por distintos grupos de pobladores. La parte trasera de la pequeña capilla cuenta con un extenso terreno lleno de jardines que en esta fiesta se llena de color con múltiples flores, figuras y fuentes de gran atractivo, realizado por jardineros de la población. Esta fiesta es muy popular por lo que ha sido objeto de reportajes de varios medios de comunicación y es visitada por gente de todo el país, incluso del extranjero.

### Quema del Judas en Semana Santa
Gigantes y diabólicas figuras de hasta 10 metros de altura, con estructuras de carrizo forradas de cartón y pintadas con vistosos colores,  salen a desfilar los viernes santos por las calles del pueblo en una añeja costumbre donde niños, jóvenes y adultos participan para preservar la tradición. La quema se inicia el sábado, después de la misa de Gloria. Una característica peculiar de los judas (también llamados shimos) de Santa Rosa Xochiac es que por su gran tamaño se queman parados" y no colgados como se hace en otros lugares (originalmente esta tradición fue traída por los españoles a cuauhximalpan (cuajimalpa)) .

### Fiesta en honor a Santa Rosa de Lima
La importancia de la fiesta patronal en los pueblos urbanos, radica en que el santo patrón “representa una síntesis histórica de las concepciones del mundo que dan sentido a las prácticas rituales del pueblo. Y Santa Rosa Xochiac no se queda atrás en este aspecto.
Se celebra el 30 de agosto con misas, feria, quema de castillos (fuegos artificiales) en el atrio de la iglesia, grupos musicales, bailes de arrieros y chinelos, etc.

### Repartición de la Cera en la noche de Muertos
Esta tradición consiste en visitar las casas de las personas que fallecieron a lo largo del año inmediato anterior para dejar una veladora en un altar (ofrenda) hecho por los familiares del fallecido. A los visitantes se les recibe con alimentos y continúan con las visitas durante casi toda la noche. Esta celebración es una de las más importantes de Santa Rosa Xochiac, ya que es aquí donde se lleva una mayor interacción entre los pobladores aun si no se conocen entre sí.

### Fiestas Patrias
Fiesta de gran relevancia, tanto en México como en Santa Rosa Xochiac, es la fiesta cívica del 15 de septiembre, la cual tiene un gran arraigo, pues cada año un comité de personas del pueblo organiza en grande tal fiesta, que incluye: mariachis, grupos musicales, funciones de box o luchas, carreras atléticas y demás festejos que se prolongan hasta el 17 de septiembre.

## El Futuro de Santa Rosa Xochiac
Santa Rosa fue cambiando muy lentamente y la prueba está en que a unos 300 años de la fundación del pueblo, continúan las festividades y las tradiciones relacionadas con el cultivo de la tierra. Ha disminuido el interés de la gente y por tanto la participación, pero siguen allí cada día de la Candelaria, cada día dedicado a Santiago Apóstol, cada Asunción de la Virgen. Son tradiciones que nos hablan de una comunidad agraria, sin embargo, Santa Rosa está perdiendo sus terrenos de siembra.
Asimismo podemos concluir que el desarrollo de la comunidad se ha visto afectado por la sobrepoblación que ha contribuido al deterioro ecológico, a la disminución de la distribución del agua, como recurso natural. En materia de agricultura, también se ha visto que se han reducido las tierras cultivadas y cada vez han ido aumentando los impuestos prediales de esos terrenos, lo cual afecta a la economía de las familias.